# Ameiva edracantha
Ameiva edracantha är en ödleart som beskrevs av  Bocourt 1874. Ameiva edracantha ingår i släktet Ameiva och familjen tejuödlor. Inga underarter finns listade i Catalogue of Life.